# Egyiptomi költők, írók listája
Ez a lista az ismertebb egyiptomi arab költőket és írókat tartalmazza névsor szerint, betűrendben. A nem arab egyiptomi szerzőket lásd: Afrikai költők, írók listája!

Taha Hussein

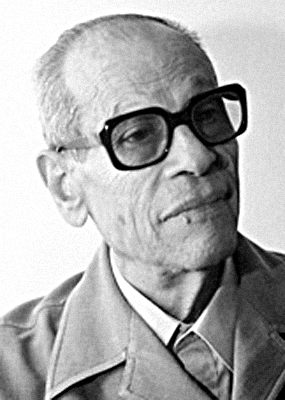
Naguib Mahfouz

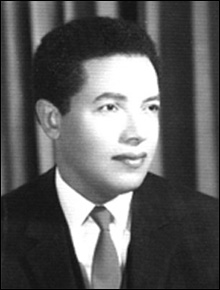
Mustafa Mahmoud

| Ábécé szerinti tartalomjegyzék                      |
| --------------------------------------------------- |
| A B C D E F G H I J K L M N O P Q R S T U V W X Y Z |

## A
- Abd al-Hakím Kászim (1934–1990)
- Abd ar-Rahmán al-Abnúdi (1938)
- Abbász Mahmúd al-Akkád (1889–1964)
- Taufík al-Hakím (1898–1987)
- Muhammad Aladdín (1979–)
- Alá al-Aszváni (1957–)
- Ibráhím Aszlán

## B
- Muhammad al-Busati

## D
- Szaláh Dzsahín (ar., 1930–1986)

## E
- Mahmoud Elkamshoushy (1915–1971)

## F
- Szulajmán Fajjád

## G
- Gamál al-Gítáni (1945–2015)

## H
- Záhi Havássz (1947–)
- Muhammad Huszajn Hejkál (1888–1956)
- Jahja Hakki (1905–1992)
- Taha Huszejn (1889–1973)

## I
- Ibn Abd al-Hákim (–871)
- Szun Alláh Ibráhím (1937–)
- Júszuf Idrísz (1927–1991)

## K
- Kászim Amín (1863–1908) író

## M
- Nagíb Mahfúz (1911–2006) , Nobel-díj, 1988
- al-Makrizi (7. század)
- Muhammad al-Makrizi (ar., 1364–1442)
- Maimonidész (arab és héber nyelvű, 1135–1204)
- Raúf Muszad (1937–)

## O
- Haggág Haszan Oddul (núbiai nyelvű, 1944–)

## R
- Alífa Rifaat (1930–1996)

## S, Sz
- Ahmad Zaki Abu Sádi (1892–1955)
- Ahmad Sauki (1868–1932)
- Navál asz-Szaadávi (1931–)
- Imám asz-Szujútí (ar., 1445–1505)

## T
- Miral at-Tahavi
- Bahá Táher
- Mahmúd Tajmur

## Z
- Latífa az-Zajját
- Záhira al-Biali